# Marianne Timmer
Maria Aaltje (Marianne) Timmer, (Sappemeer, 3 oktober 1974) is een voormalig Nederlandse schaatsster. Ze was gespecialiseerd in de 500, 1000 en in het begin van haar carrière ook in de 1500 meter.

## Carrière
Timmer brak door tijdens het WK voor junioren in 1994 waar ze brons haalde. In de jaren die daarop volgden specialiseerde zij zich op de korte afstanden en schreef ze geschiedenis door als eerste Nederlandse schaatser op twee verschillende Olympische Winterspelen goud te winnen. Op beide Spelen gebeurde dat op 19 februari, de sterfdatum van haar beste vriendin Renske Vellinga ten tijde van de Olympische Winterspelen 1994 in Lillehammer.
Op 21 januari 2008 maakte Timmer bekend haar contract bij DSB te willen verlengen tot de Winterspelen van 2010 in Vancouver. Hierover was ze in onderhandeling met DSB-directeur Toon Gerbrands en is officieel bekrachtigd op 21 februari 2008. In mei 2010 besloten Timmer, Annette Gerritsen en Margot Boer weg te gaan bij Control en een eigen ploeg te starten. De sponsor van deze ploeg werd Liga, vandaar de naam van de ploeg, Team Liga. Nadat Timmer op 28 december 2010 bekendmaakte te stoppen met de schaatssport gaf ze aan wel bij dit team betrokken te willen blijven, aangezien zij degene is die het initiatief tot het starten van het team heeft genomen. Tijdens het Wereldkampioenschap schaatsen sprint 2011 in Heerenveen nam Timmer op 22 januari 2011 officieel afscheid. Daarbij werd ze benoemd tot erelid van de KNSB.

### Nagano 1998
Timmer won in 1998 de gouden medaille op de 1000 en de 1500 meter bij de Olympische Winterspelen in het Japanse Nagano. Ze versloeg Chris Witty op de 1000 meter en de onverslaanbaar geachte Gunda Niemann op de 1500 meter. 'Timmertje, Timmertje, wat ga je doen?' riep Studio Sport-commentator Frank Snoeks, wat Timmer de bijnaam 'Timmertje' opleverde.

### Salt Lake City 2002
In 2002 tijdens de Olympische Winterspelen in Salt Lake City behaalde Timmer een achtste plaats op de 500 meter, een vierde plaats op de 1000 en een 21ste plaats op de 1500 meter.

### Nagano 2004
Op 18 januari 2004 werd Marianne Timmer in Nagano wereldkampioen sprint, als eerste Nederlandse vrouw in de schaatsgeschiedenis. Op dit kampioenschap wist ze geen afstand te winnen, maar ze was wel de meest constante schaatsster, met drie derde plaatsen en één vierde.

### Turijn 2006
Bij de Nederlandse afstandskampioenschappen (tevens kwalificatietoernooi) wist Timmer zich te plaatsen voor de Olympische 500 meter en de 1000 meter, via respectievelijk een eerste en een tweede plaats. Op de 500 meter (14 februari) werd ze in Turijn echter vanwege valse starts gediskwalificeerd. Een week later (19 februari) won ze verrassend de gouden medaille op de 1000 meter, door de favorieten Cindy Klassen en Anni Friesinger met minimaal verschil te verslaan. Door dit resultaat mocht ze tevens starten op de 1500 meter, waar ze veertiende werd.

### Seizoen 2009/2010
Op 13 november 2009 brak Marianne Timmer tijdens een val haar hielbeen op meerdere plaatsen. Dit gebeurde op de 500 meter sprint bij de World Cup wedstrijden in Heerenveen. Ze moest hierna 12 weken rust houden, echter, op 21 december 2009 werkte ze al een lichte training af in Thialf.
Tijdens het AKT II stond Marianne Timmer weer in wedstrijdverband op het ijs. Zij wist zich echter niet te plaatsen voor Vancouver 2010.

### Seizoen 2010/2011
Tijdens het NK Afstanden 2011 in Thialf reed Timmer de derde tijd op de 500 meter in de eerste omloop. Bij de tweede omloop reed ze tegen Marrit Leenstra en viel zij in de eerste binnenbocht. Dankzij de tijd in haar eerste omloop plaatste Timmer zich op 36-jarige leeftijd opnieuw voor de wereldbekerwedstrijden. Op de 1000 meter een dag later werd ze slechts tiende.
Op 19 november 2010 presenteerde Timmer een biografie Timmertje, Timmertje wat ga je doen?, geschreven door Telegraaf-journalist Frank Woestenburg.
Na een tegenvallende 500 meter trok zij zich op 27 december 2010 terug van de NK Sprint. Een dag later maakte zij bekend met onmiddellijke ingang te stoppen met wedstrijdschaatsen. Op 22 januari 2011, de eerste dag van het WK Sprint in Thialf, werd Timmer benoemd tot Erelid van de KNSB.

### Overige resultaten
Timmer is een recordaantal keren Nederlands sprintkampioen geworden, namelijk tien keer (1997, 1998, 1999, 2001, 2003, 2004, 2005, 2006, 2007, 2008). Op de Nederlandse afstandskampioenschappen haalde ze in totaal 13 gouden, 14 zilveren en 3 bronzen medailles op 500, 1000 en 1500 meter.

## Resultaten
| Jaar | NK Afstanden                               | NK Allround | NK Sprint | Olympische Spelen           | Wereldbeker                           | WK Afstanden               | WK Sprint                | WK Junioren |
| ---- | ------------------------------------------ | ----------- | --------- | --------------------------- | ------------------------------------- | -------------------------- | ------------------------ | ----------- |
| 1993 |                                            |             |           |                             |                                       |                            | 27e (27e, 24e, 27e, 24e) |             |
| 1994 | 1000m · 10e 1500m · 11e 3000m              |             |           |                             | 26e 500m 26e 1000m 39e 1500m          |                            | 23e (25e, 24e, 24e, 25e) | Brons       |
| 1995 | 14e 1500m                                  |             | NS4       |                             | 27e 500m 41e 1000m 28e 1500m          |                            |                          |             |
| 1996 | 500m · 1000m · 1500m · 4e 3000m · 8e 5000m | 6e          | 6e        |                             | 52e 1000m 44e 1500m 32e 3k/5k         |                            |                          |             |
| 1997 |                                            |             | Goud      |                             | 8e 500m 4e 1000m 6e 1500m             | 4e 500m · 1000m · 1500m    | 6e (6e, 11e, 10e, 6e)    |             |
| 1998 | 500m · 1000m · 1500m                       |             | Goud      | 6e 500m · 1000m · 1500m     | 16e 500m 7e 1000m 9e 1500m            | 14e 500m 8e 1000m NF 1500m | 8e (15e, 7e, 11e, 5e)    |             |
| 1999 | 500m · 1000m · 4e 1500m · 7e 3000m         |             | Goud      |                             | 10e 500m 7e 1000m 10e 1500m           | 500m · 1000m               | 4e · (6e, , 7e, )        |             |
| 2000 | 500m · 1000m · 8e 1500m                    | 7e          | Zilver    |                             | 11e 500m 8e 1000m 18e 1500m 30e 3k/5k | 10e 500m · 1000m           | · (9e, 4e, 6e, )         |             |
| 2001 | 500m · 1000m · 7e 1500m                    |             | Goud      |                             | 20e 500m 11e 1000m 29e 1500m          | 9e 500m 8e 1000m           | 6e · (8e, , 9e, 6e)      |             |
| 2002 | 500m · 1000m · 1500m                       |             |           | 8e 500m 4e 1000m 21e 1500m  | 17e 500m 9e 1000m 14e 1500m           |                            | 10e (10e, 11e, 20e, 8e)  |             |
| 2003 | 500m · 1000m · 15e 1500m                   |             | Goud      |                             | 10e 500m 4e 1000m 20e 1500m           | 9e 500m 4e 1000m           | 8e (20e, 4e, 10e, 5e)    |             |
| 2004 | 500m · 1000m · 1500m                       |             | Goud      |                             | 500m · 1000m · 6e 1500m               | 5e 500m · 1000m · 9e 1500m | · (, , 4e, )             |             |
| 2005 | 500m · 1000m · 1500m                       |             | Goud      |                             | 7e 500m · 1000m · 15e 1500m           | 10e 500m · 1000m           | 11e (15e, 10e, 10e, 10e) |             |
| 2006 | 500m · 1000m · 14e 1500m                   |             | Goud      | DQ 500m · 1000m · 14e 1500m | 13e 500m 6e 1000m                     |                            | 4e · (5e, , 8e, )        |             |
| 2007 | 500m · 1000m                               |             | Goud      |                             | 16e 100m 14e 500m 4e 1000m            |                            | NS3 (11e, 13e, NS, -)    |             |
| 2008 | 500m · 6e 1000m                            |             | Goud      |                             | 15e 100m 6e 500m 8e 1000m             | 6e 500m                    | 5e · (8e, , 5e, 6e)      |             |
| 2009 | 4e 500m 9e 1000m                           |             |           |                             | 24e 100m 15e 500m 27e 1000m           | 11e 500m                   |                          |             |
| 2010 | 500m · 1000m                               |             |           |                             | 31e 500m 24e 1000m                    |                            |                          |             |
| 2011 | val 500m 10e 1000m                         |             | NS2       |                             |                                       |                            |                          |             |

### Medaillespiegel
| Kampioenschap        | Goud · | Zilver · | Brons · |
| -------------------- | ------ | -------- | ------- |
| NK Afstanden         | 11     | 13       | 7       |
| NK Sprint            | 10     | 1        | 0       |
| Olympische Spelen    | 3      | 0        | 0       |
| Wereldbeker          | 0      | 3        | 0       |
| WK Afstanden         | 2      | 2        | 3       |
| WK Sprint Klassement | 1      | 0        | 1       |
| WK Sprint Afstanden  | 0      | 4        | 6       |
| WK Junioren          | 0      | 0        | 1       |

## Records

### Wereldrecords
| Afstand      | Tijd    | Datum            | Baan    |
| ------------ | ------- | ---------------- | ------- |
| minivierkamp | 163,315 | 16 maart 1997    | Calgary |
| 1500 meter   | 1.57,58 | 16 februari 1998 | Nagano  |

#### Wereldrecords laaglandbaan (officieus)
| Nr. | Afstand    | Tijd    | Datum         | Baan       |
| --- | ---------- | ------- | ------------- | ---------- |
| 1.  | 1000 meter | 1.16,21 | 12 maart 1999 | Heerenveen |

### Persoonlijke records
| Afstand    | Tijd    | Datum            | Baan           |
| ---------- | ------- | ---------------- | -------------- |
| 500 meter  | 37,86   | 17 november 2007 | Calgary        |
| 1000 meter | 1.14,45 | 17 februari 2002 | Salt Lake City |
| 1500 meter | 1.57,58 | 16 februari 1998 | Nagano         |
| 3000 meter | 4.15,76 | 21 februari 2001 | Calgary        |
| 5000 meter | 7.53,32 | 17 maart 1994    | Heerenveen     |

## Privé
Timmer is geboren in Sappemeer. Ze groeide op in de buurtschap Achterdiep. Ze was van 2001 tot 2003 getrouwd met haar coach Peter Mueller.
Op 4 oktober 2012 hertrouwde Timmer met voormalig voetballer Henk Timmer. Sinds 2019 zijn ze gescheiden.
Timmer nam deel aan het in 2022 uitgezonden tv--programma Special Forces VIPS, waarbij ze probeerde een door commando's opgezet trainingsprogramma te doorlopen. In 2025 was ze te zien als panellid in het tv-programma Ranking the Stars.